# Muraltia hirsuta
Muraltia hirsuta är en jungfrulinsväxtart som beskrevs av Margaret Rutherford Bryan Levyns. Muraltia hirsuta ingår i släktet Muraltia och familjen jungfrulinsväxter. Inga underarter finns listade i Catalogue of Life.